# University High School (Orlando, Florida)
University High School es una escuela secundaria pública en Orlando, Florida abrió en 1990. La escuela es una de las muchas escuelas secundarias públicas en el Condado de Orange y se encuentra a una milla de la UCF. University High School tiene un programa de Bachillerato Internacional y un programa imán Global Technologies (GT), que fue conocido anteriormente como mundial de información y las tecnologías del futuro (GIFT). La escuela ha sido nombrada una Escuela de la cinta azul de la excelencia.
University High School tiene dos campus, el campus del este y el Campus Oeste (también conocido como el Campus Principal). El Campus oeste es el campus donde el estudiante de primer año, segundo, tercero y aulas son mayores. El West Campus está diseñado en un diseño arquitectónico cuadrada con un patio en el medio. El Campus del Este se compone fundamentalmente de clases portátiles y está situado al otro lado de la calle del Campus Oeste.

## Artes escénicas

### Drama
University High School tiene uno de los mejores departamentos de drama en la Florida. Se han realizado varias obras de teatro y musicales populares como Los Miserables, Ragtime, Carrusel, Evita, Aida, Miss Saigon, The Wiz, La Bella y la Bestia, Shrek, y Sweeney Todd. University ha presentado Lend Me a Tenor el otoño de 2010, y fue uno de los primeros institutos en el mundo para poner en la producción fantasma de la ópera en la primavera de 2011. Se presentará "Miserables" de nuevo por segunda vez, después de un pozo a salir la primera vez, después de haber tenido un turno de 5000 la venta de entradas.
El Departamento de Drama también cuenta con un grupo tespio. Troupe 4848 del Distrito 5 se desplaza al Dr. Phillips High School para competir en la competencia del distrito, y para Tampa cada primavera para la competencia del Estado. Una Ley de la Compañía, la Escuela de Window, ganó la "Mejor de exposición: Primer Acto" y se encendió y recibió superiores rectos al Estado en 2008. Silas Marner se presentó en 2009, y recibió superiores rectas en el Distrito y la competencia del Estado. Troupe 4848 asistió a los distritos en 2010 y ganó su primer acto, un tulipán para Lily. En 2011, Compañía de 4848 entró en Jesuschrist  Superstar como su Una Ley de competencia en el Distrito 5, ganó y ahora se espera que vaya a la Competencia del Estado en marzo de 2012. Troupe 4848 también va a presentar Miserables como su musical en abril de 2012.

### Banda
El Programa de la Banda University High School ha tenido un historial de excelencia en una amplia gama de actividades de rendimiento desde su inauguración en 1990. El programa presta servicios a unos doscientos estudiantes, que participan en una variedad de formaciones como bandas de concierto (Conjunto de Vientos, Banda Sinfónica y Banda de Concierto), dos bandas de jazz (Big Band y Jazz Ensemble), una banda de tambores de acero (Blue Steel), dos grupos de percusión, guardia de color y guardia del invierno, el Bachillerato Música Internacional (IB), y la banda de música.
El conjunto de viento y la Big Band han recibido regularmente calificaciones superiores a la Bandmasters Association of Florida de la música a nivel de distrito y el estado.
La Escuela Superior del  del invierno Universidad ha sido finalista en los regionales de calificación a nivel nacional y tenía fuertes colocaciones en competiciones a nivel estatal también. El guardia de invierno recibió el puesto 14 en el Campeonato Mundial del GTI en 2009, y ganó la medalla de bronce Scholastic AAA en la Federación de la Florida del circuito color Guardia (FFCC) Campeonato en 2013 y la medalla de oro en 2014 Scholastic AA..
La Banda de University es el conjunto de artes escénicas más visible en la Universidad de la Escuela Secundaria, y tiene un largo historial de actuaciones de calidad en el escenario nacional. actuaciones de alto perfil por el grupo incluyen el Desfile Nacional Cherry Blossom Festival en Washington, DC (1995 y 2001), el desfile del día de Acción de Gracias de Macy en Nueva York (1995), el Desfile de las Rosas en Pasadena, California (1998), y desfile del día de San Patricio en Chicago, Illinois (2013). La banda ha recibido la calificación más alta en el FBA Marching MPA veintidós de veintitrés años de la escuela. producciones de campo recientes realizados por la banda de marcha incluyen "One City Block" (2005), "There and Back Again" (2006), "Almost Yesterday" (2007), "The Enigma" (2008), "An Inconvenient Truth  (2009 ), "Through a Child's Mind " (2010), "Reflexiones" (2011), "Ballet Mécanique" (2012), "Danzón Universitas" (2013), "Pandora's Box" (2014), y "The Cycle of the Ring"(2015)

### Sabor Latino
Sabor Latino fue un equipo de baile que participó en la danza Expo Orlando América. Sabor Latino fue dirigida por Giovanni Nieves junto con varios jefes de equipo (Valerie Kerr 08-09, Kenneth Shuga 11, Julissa Henry 09-10, Frankie Agosto 10-11, Juan Medina 11). Se lleva a cabo en cada mes de la herencia hispana en la torre de campana de la escuela, y también participó en muchos eventos de caridad. Sabor Latino, sólo duró graduarse clases de 2007-2011.

## Estudiantes Destacados
- - Nick Goody, Jugador de Baseball.
  - Justin Nicolino, Jugador de Baseball
  - R.J. Swindle, Jugador de Baloncesto
  - Nick Buchert, árbitro de NBA

## Referencia (en Inglés)
- Página de la Banda de la Escuela
- Trade School